# John Leahy (executiu)
John Leahy (Nova York, agost del 1950) és un home de negocis estatunidenc. Fou cap d'operacions encarregat dels clients d'Airbus entre el 2005 i el 2017 i director comercial de l'empresa entre l'agost del 1994 i el 2017, així com membre de la junta d'Airbus. Leahy, conegut com un dels venedors d'aeronaus més reeixits de la indústria de l'aviació comercial, contribuí significativament al creixement de la quota de mercat d'Airbus d'un 18% el 1993 a un 57% una dècada més tard en un moment en el qual Airbus SAS era una empresa de propietat pública.